# Fozzano
Fozzano [fotsano] est une commune française située dans la circonscription départementale de la Corse-du-Sud et le territoire de la collectivité de Corse. Elle appartenait à la piève de Viggiano dont elle était le chef-lieu.

## Géographie

### Toponymie
Le nom de Fozzano est issu de l’anthroponyme latin Fottius accompagné du suffixe -anum.
En corse la commune se nomme Fuzzà.

### Localisation
Le village se trouve à 390 mètres d'altitude en hauteur de la vallée de Baracci donnant sur le golfe de Propriano au sud-ouest de la Corse. En plus du bourg, la commune est composée des lieux-dits de Burgo, Martini et Piano Rossu.

## Urbanisme

### Typologie
Au 1er janvier 2024, Fozzano est catégorisée commune rurale à habitat dispersé, selon la nouvelle grille communale de densité à sept niveaux définie par l'Insee en 2022.
Elle est située hors unité urbaine. Par ailleurs la commune fait partie de l'aire d'attraction de Propriano, dont elle est une commune de la couronne,. Cette aire, qui regroupe 13 communes, est catégorisée dans les aires de moins de 50 000 habitants,.

### Occupation des sols
L'occupation des sols de la commune, telle qu'elle ressort de la base de données européenne d’occupation biophysique des sols Corine Land Cover (CLC), est marquée par l'importance des forêts et milieux semi-naturels (74,5 % en 2018), néanmoins en diminution par rapport à 1990 (77,8 %). La répartition détaillée en 2018 est la suivante : 
milieux à végétation arbustive et/ou herbacée (57,2 %), forêts (13,8 %), zones agricoles hétérogènes (12,9 %), prairies (11,3 %), espaces ouverts, sans ou avec peu de végétation (3,5 %), cultures permanentes (1,3 %). L'évolution de l’occupation des sols de la commune et de ses infrastructures peut être observée sur les différentes représentations cartographiques du territoire : la carte de Cassini (XVIIIe siècle), la carte d'état-major (1820-1866) et les cartes ou photos aériennes de l'IGN pour la période actuelle (1950 à aujourd'hui).

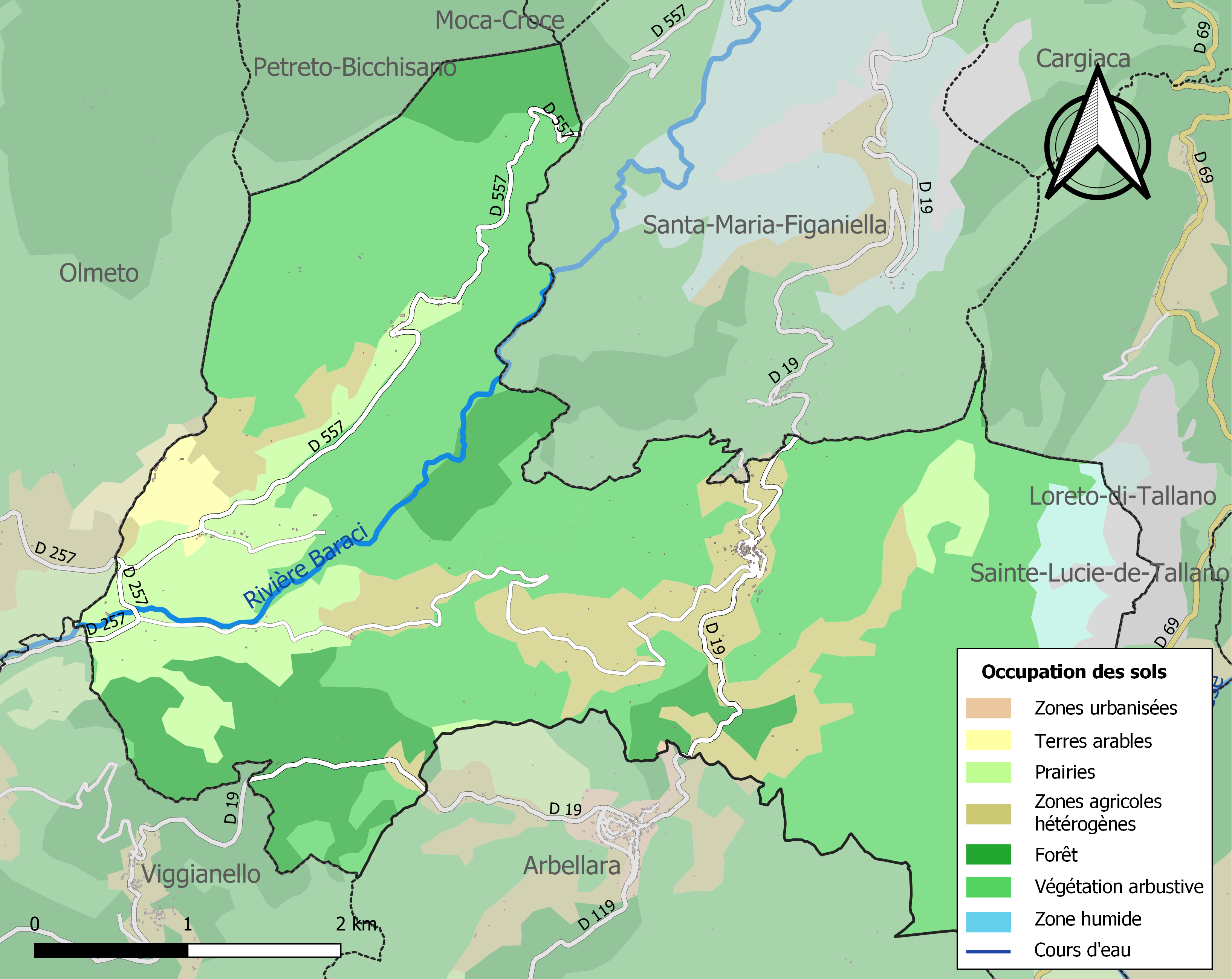
Carte des infrastructures et de l'occupation des sols de la commune en 2018 (CLC).

## Politique et administration
| Période                                  | Période  | Identité              | Étiquette | Qualité |
| ---------------------------------------- | -------- | --------------------- | --------- | ------- |
| Les données manquantes sont à compléter. |          |                       |           |         |
| 1961                                     | 1989     | Marie Louise Secondi  |           |         |
| 1989                                     | 1995     | Christian Istria      |           |         |
| 1995                                     | 1998     | Marie Jéromine Istria |           |         |
| 1998                                     | 2001     | Daniel Istria         |           |         |
| 2001                                     | En cours | Mireille Istria       |           |         |

## Démographie
L'évolution du nombre d'habitants est connue à travers les recensements de la population effectués dans la commune depuis 1800. Pour les communes de moins de 10 000 habitants, une enquête de recensement portant sur toute la population est réalisée tous les cinq ans, les populations de référence des années intermédiaires étant quant à elles estimées par interpolation ou extrapolation. Pour la commune, le premier recensement exhaustif entrant dans le cadre du nouveau dispositif a été réalisé en 2006.

En 2022, la commune comptait 207 habitants, en évolution de −2,36 % par rapport à 2016 (Corse-du-Sud : +7,61 %, France hors Mayotte : +2,11 %).
| 1800 | 1806 | 1821 | 1831 | 1836 | 1841 | 1846 | 1851 | 1856 |
| ---- | ---- | ---- | ---- | ---- | ---- | ---- | ---- | ---- |
| 611  | 258  | 479  | 633  | 584  | 744  | 700  | 900  | 646  |

| 1861 | 1866 | 1872 | 1876 | 1881 | 1886 | 1891 | 1896 | 1901 |
| ---- | ---- | ---- | ---- | ---- | ---- | ---- | ---- | ---- |
| 485  | 539  | 593  | 536  | 629  | 614  | 569  | 616  | 604  |

| 1906 | 1911 | 1921 | 1926 | 1931 | 1936 | 1946 | 1954 | 1962 |
| ---- | ---- | ---- | ---- | ---- | ---- | ---- | ---- | ---- |
| 572  | 565  | 647  | 658  | 555  | 531  | 507  | 331  | 165  |

| 1968 | 1975 | 1982 | 1990 | 1999 | 2006 | 2011 | 2016 | 2021 |
| ---- | ---- | ---- | ---- | ---- | ---- | ---- | ---- | ---- |
| 150  | 174  | 182  | 152  | 195  | 198  | 200  | 212  | 208  |

| 2022 | - | - | - | - | - | - | - | - |
| ---- | - | - | - | - | - | - | - | - |
| 207  | - | - | - | - | - | - | - | - |

## Société et services publics
Fozzano accueille une école primaire (avec une trentaine d'écoliers en 2010).

## Culture locale et patrimoine

### Lieux et monuments
Village d'origine moyenne-âgeuse à l'architecture en pierre de granit, Fozzano a plusieurs fontaines, dont la Funtanedda sur la place principale et se trouve sur l'itinéraire du sentier de randonnée Mare a mare sud.
Colomba Carabelli, qui a servi de modèle à Prosper Mérimée pour sa nouvelle homonyme (voir Colomba), a vécu à Fozzano, où sa maison familiale et son tombeau se trouvent toujours. Le village accueille de plus la tour Carabelli (quartier du bas), datant du XIVe siècle, et la tour Durazzo (quartier du haut), datant du XVIe siècle. C'est la vendetta entre ces deux familles – qui ne s'est arrêtée qu'avec l'intervention du préfet et de l'évêque ayant fait signer un traité de paix à Colomba Carabelli – qui a inspiré Mérimée.

### Personnalités liées à la commune
- Jérôme Ferrari, écrivain et prix Goncourt en 2012 avec son roman Le Sermon sur la chute de Rome (dont l'histoire s'inspire en partie de la vie locale de la commune) vit en partie à Fozzano, son village familial[11],[12],[13].
- François Marie Pietri